# Basilique Saint-Isidore de León
 (janvier 2022).
Si vous disposez d'ouvrages ou d'articles de référence ou si vous connaissez des sites web de qualité traitant du thème abordé ici, merci de compléter l'article en donnant les références utiles à sa vérifiabilité et en les liant à la section « Notes et références ».
La basilique Saint-Isidore ou plus précisément la basilique collégiale royale Saint-Isidore (en espagnol, Real Colegiata Basílica de San Isidoro) est un édifice religieux catholique espagnol, situé dans la ville de León en communauté de Castille-et-León. 
Elle constitue un des ensembles architecturaux d'art roman les plus remarquables d'Espagne, par son histoire, son architecture, ses sculptures, ses objets saints qui ont pu être conservés. Elle présente également la particularité de disposer d'un panthéon royal situé au pied de l'église, avec des peintures murales romanes et des chapiteaux exceptionnels, ce qui en fait une pièce unique du monde roman. L'ensemble a été construit et agrandi au cours des XIe et XIIe siècles.

## Situation
La basilique s'élève au centre de la vieille ville de León, sur la place du même nom.

## Histoire

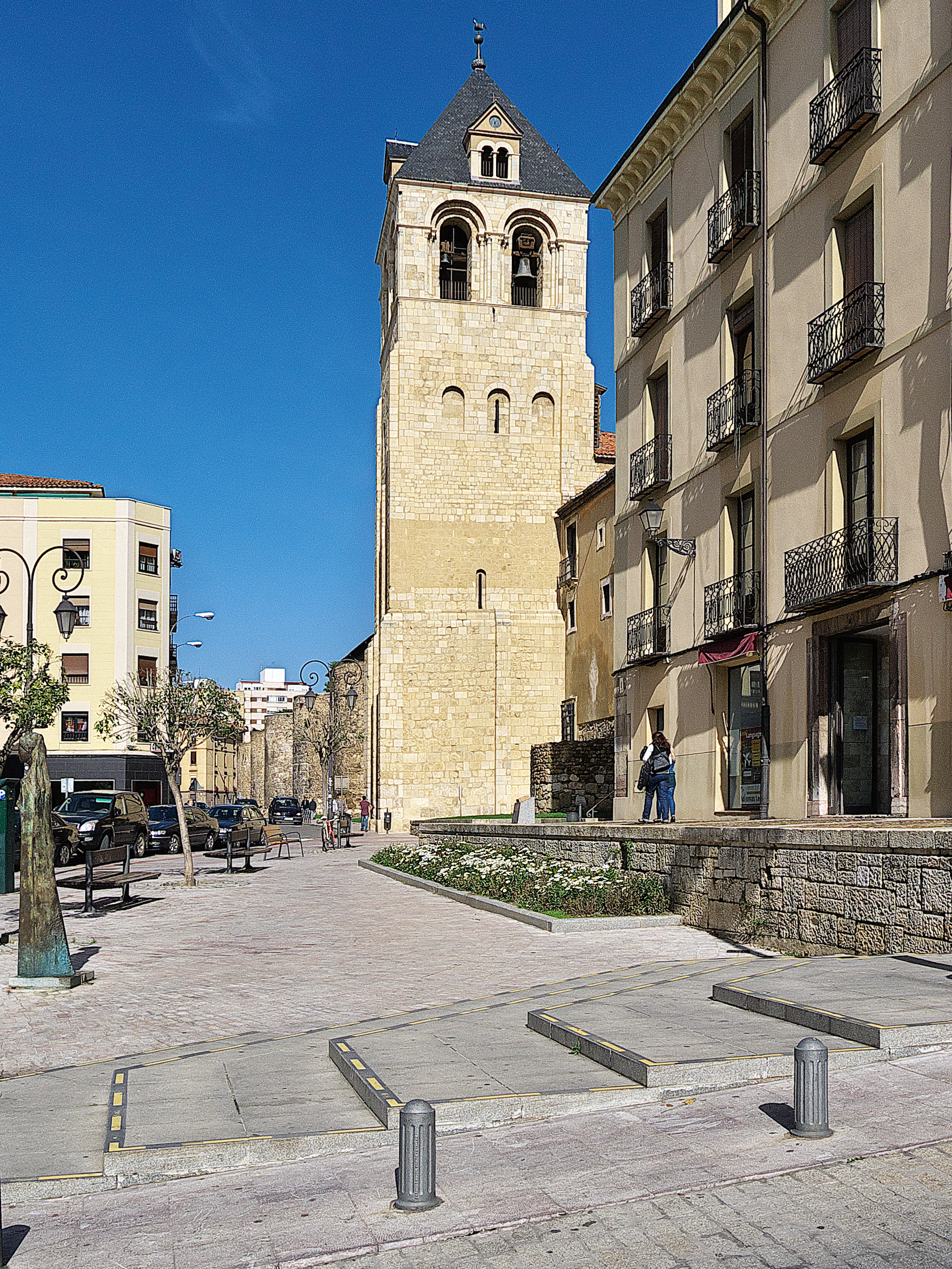
La tour romane.

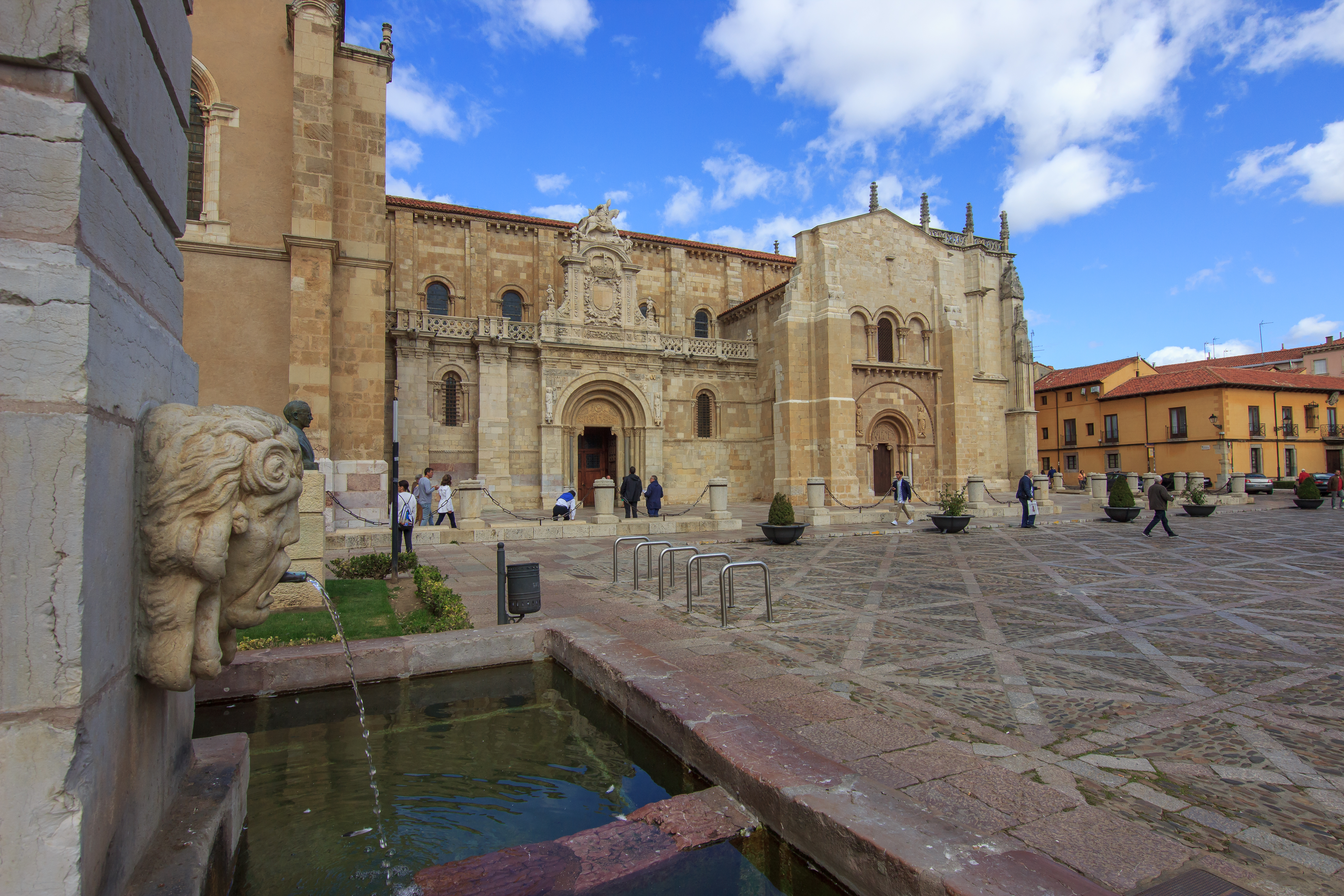
La façade sud sur la place Saint-Isidore.

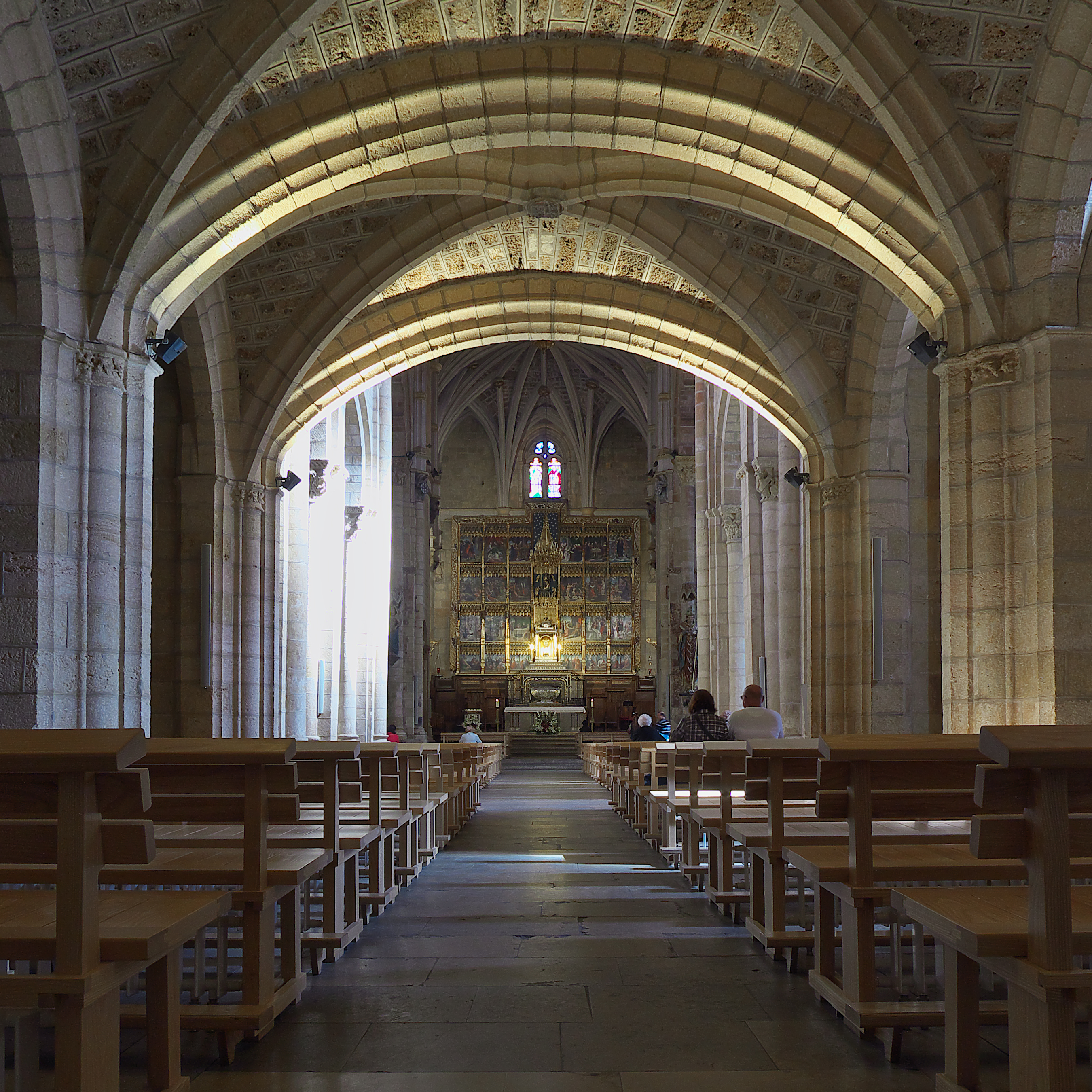
La nef vers le chœur.

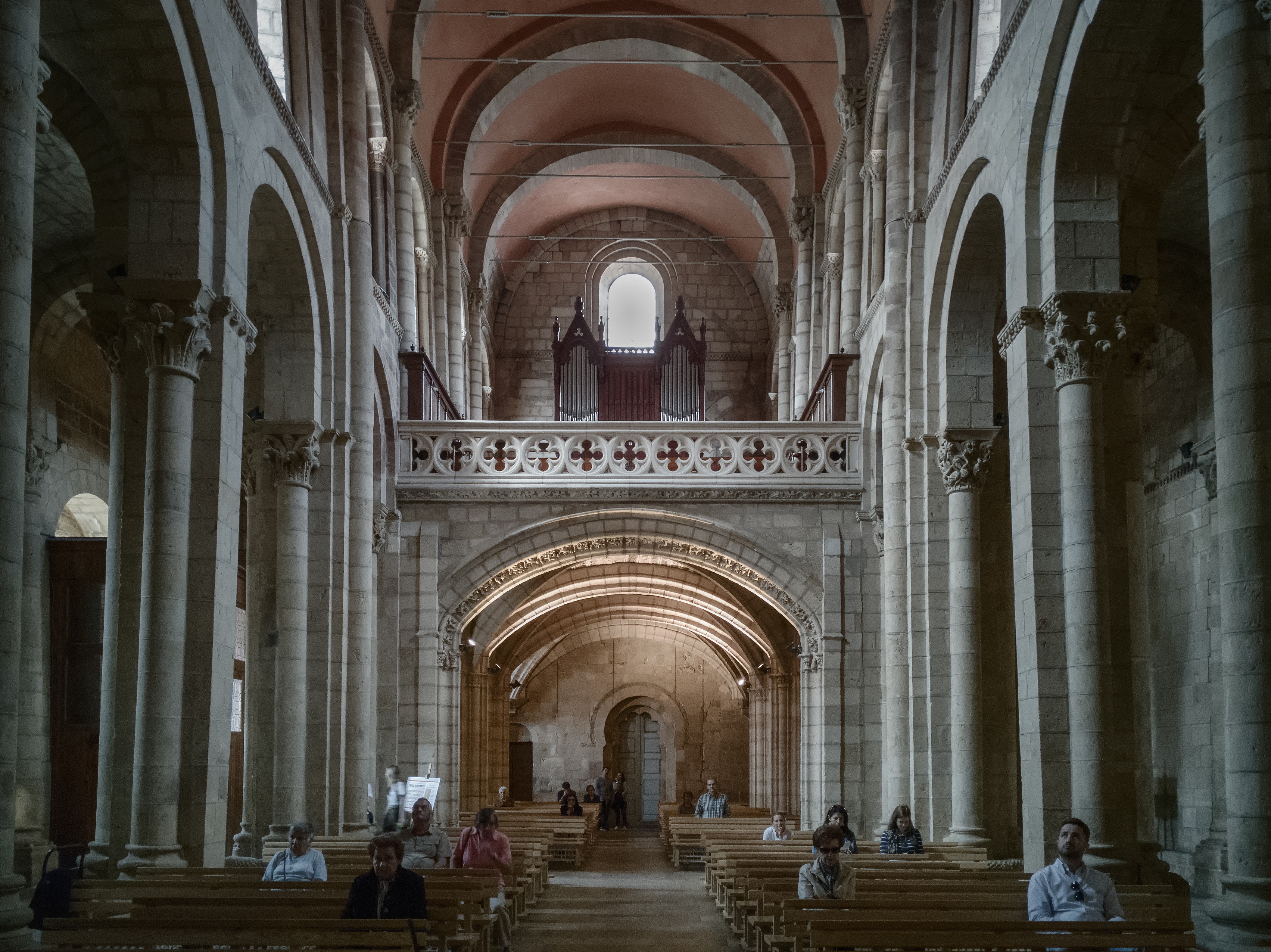
La nef vers l'orgue.

Encastrée dans l’enceinte romane que domine son beau clocher, cette basilique a été dédiée en 1063 à saint Isidore, archevêque de Séville, théologien, le plus célèbre de la période précédant l'invasion arabe, fut également l'auteur d'une encyclopédie. Ses cendres venaient d’être rapatriées avec l’accord du prince musulman de Séville, Abou Amr Abbad al-Motadid, pour que le plus illustre docteur de l’Église wisigothique reposât en terre chrétienne. La sépulture du saint attire toujours des visiteurs admiratifs. 
Une statue équestre de saint Isidore est visible, parmi d'autres magnifiques sculptures, en haut de la façade. 
La légende dit que proche de León, les évêques léonais et asturien qui ramenaient les restes de saint Isidore, se sont égarés dans des terres marécageuses, sans que les chevaux puissent avancer. En couvrant les yeux aux chevaux, ceux-ci sortent sans difficultés de ces marécages, et se  dirigent  vers l’église, récemment reconstruite, des saints Jean Baptiste et Pelayo, qui depuis lors sera appelée de san Isidoro.
L’église San Isidoro a été élevée sur les ruines d'un temple romain de Mercure, et près d'une église préromane, dédié à saint Jean Baptiste.
De l’église consacrée au XIe siècle ne subsiste que le panthéon royal.
Jusqu'au Xe siècle, la basilique sert de nécropole traditionnelle de la monarchie asturo-léonaise. Au Xe siècle, les rois de León ont fondé le monastère et l'église de San Pelayo, où une communauté de religieuses bénédictines s’installa. 

Après le passage de Mohammed ibn-Abi Amir dit el-Mansour, al-Manzor en espagnol (938-1002), le victorieux en arabe, et la destruction de la première église, León est repeuplé par des mozarabes, et réorganisée par le roi Alphonse V le Noble (999-1028) au XIe siècle. Un nouveau monastère est fondé.
Après le mariage de l’infante Sancha avec le Comte de Castille Ferdinand Ier le Grand (1017-1037-1065), ils héritent du royaume de León et Castille et établissent leur cour à León, autour de San Pelayo. L’église s’agrandit et s’enrichit. Par le chemin de saint Jacques, el Camino francés, arrivent les meilleurs sculpteurs, tailleurs de pierres et artistes de toute l'Europe, qui travaillent la construction du monastère.
La reine Sancha décide d'établir dans le nouveau monastère un panthéon pour les rois. Depuis lors sous les voûtes polychromes sont enterrés onze rois et plusieurs reines, ainsi que des comtes et des nourrissons.

En 1063 les restes de saint Isidore de Séville sont transférés grâce au privilège des rois Ferdinand et Sancha. Pour le maintien du monastère, la garde des restes et de l'œuvre de saint Isidore une communauté de chanoines s'établit.
L’abside et le transept furent ajoutés à l’époque gothique, et qu’à la Renaissance furent ajoutés la balustrade et le fronton de la façade sud.

Les portails romans montrent des sculptures contemporaines à celles de Frómista et celles de la première époque de Compostelle, représentant le Sacrifice d’Abraham et la Descente de croix.
Saint Isidore est toujours une collégiale, où l'office des chanoines est célébré à vingt et une heure.

## Le tympan de laPuerta del Cordero(de l’Agneau)

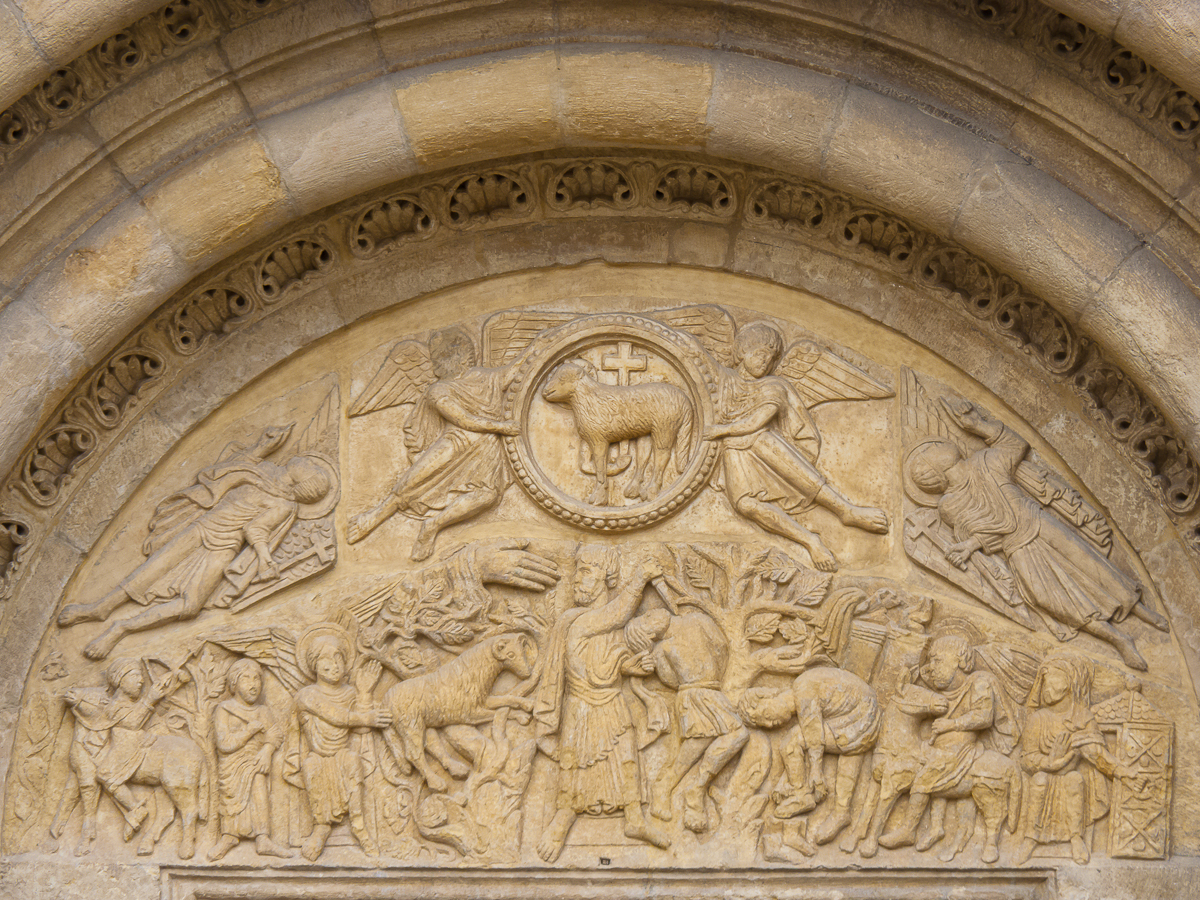
Le tympan de la Puerta del Cordero (de l’Agneau).

Élaboré vers 1100, sur le collatéral sud. 
  
Le tympan de ce portail représente le sacrifice d'Abraham, un agneau divin, avec des détails qui, pour la plupart, ne sont pas cités dans la Bible : Isaac enfourchant un animal de selle, ou encore Isaac enlevant ses chaussures et se déshabillant une fois arrivé. Cet élargissement de l'action donne à comprendre que le fils d'Abraham s'est rendu à la volonté de Dieu et accepte de bonne grâce son destin.

Un détail particulier renvoie ici à l'épisode historique de la Reconquista. Les deux personnages apparaissant sur le bord gauche sont Agar, la servante égyptienne de Sarah, l'épouse d'Abraham, et le fils naturel du couple, Ismaël, qui dans la Genèse (16,12), est décrit comme « un onagre d'homme. » Tous deux seront chassés dans le désert et c'est pourquoi depuis, les descendants de Mohammed sont désignés par les chrétiens sous le terme d'ismaélites, les « rejetés ». Ismaël sur son cheval, son turban se référant directement à la culture arabe, dirige son pieu contre l'agneau de Dieu, au-dessus du sacrifice.

Saint Vincent et saint Isidore bénissant les fidèles encadrent ce tympan.

Un exemple évident de la sévère répression que les partisans de la Reconquista menaient en Espagne contre tout ce qui était arabe, à l'époque où fut réalisé ce tympan.

## L’église
De style roman, elle s'élève sur l'emplacement de plusieurs autres édifices auxquels elle s'est substituée. Le dernier avait été érigé sous Ferdinand Ier, premier roi de León et de Castille, et doña Sancha, son épouse, fille du roi Alphonse V de León, pour abriter les reliques de saint Isidore de Séville que le roi avait fait transférer ici.

Cette église qui, comme le révèlent les fondations en parties dégagées, était un sobre édifice à trois nefs sans transept.

La basilique actuelle est constituée de trois nefs et trois absides selon le modèle de Jaca. Elle compte aussi un transept novateur aux bras peu saillants. Les arcs de la croisée du transept évoquent l’art islamique. Quoique édifiée en plusieurs étapes, elle forme un tout harmonieux.

Elle fut consacrée en 1063.

## Le panthéon royal

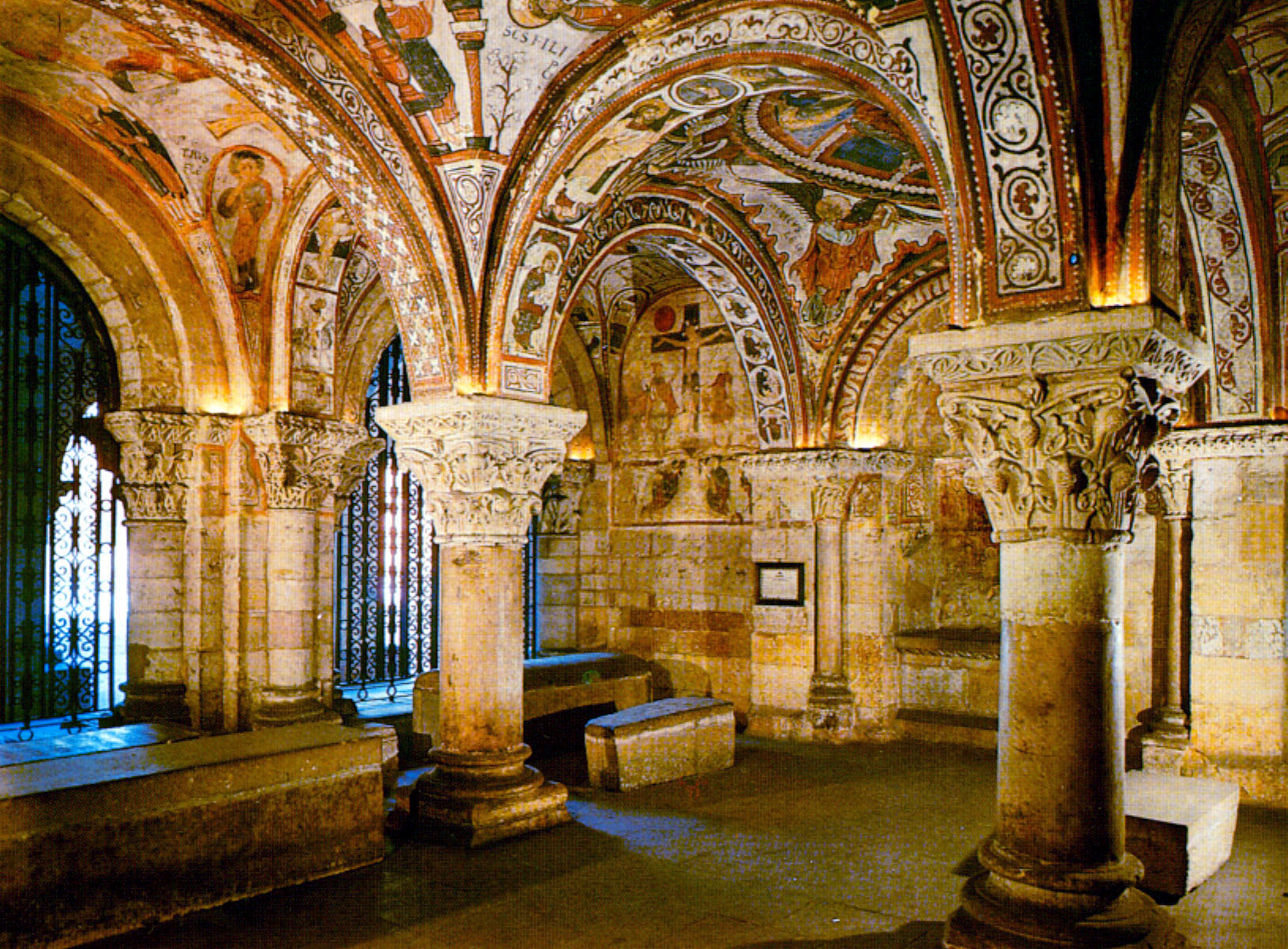
Le panthéon.

C'est l'une des premières manifestations de l'art roman en Castille. Les colonnes, trapues, sont couronnées de chapiteaux qui montrent encore quelques réminiscences wisigothiques, mais représentent une grande nouveauté dans le domaine de la sculpture romane. Les uns s'inspirent du style « asturien » dans le décor floral tandis que d'autres montrent de véritables scènes historiées.

Les peintures murales du XIIe siècle sont magnifiquement conservées, et composent un ensemble exceptionnel elles sont d'un intérêt particulier pour la représentation des thèmes classiques du Nouveau Testament mais aussi pour les scènes de la vie rurale. À remarquer à l'intérieur d'un arc un calendrier montrant les travaux saisonniers.
 
Ici reposent vingt-trois rois et reines du Léon ainsi que de nombreux infants.

## Le musée de San Isidoro
Il réunit des œuvres d'art de grande valeur. Une châsse du XIe siècle, en bois recouvert d'argent repoussé et d'une broderie mozarabe qui contient les reliques de saint Isidore, le célèbre calice de Doña Urraca fait de deux coupes romaines en agate réunies au XIe siècle. Dans une monture en or sertie de pierres précieuses, la châsse des ivoires (arqueta de los marfiles du Xe siècle) où chaque plaque finement sculptée représente un apôtre, et une autre châsse décorée d'émaux de Limoges (XIIIe siècle.) 

La bibliothèque conserve plus de 300 incunables et de nombreux manuscrits ornés de miniatures dont une bible de 960, ainsi qu’un palimpseste (parchemin gratté et réutilisé) avec une version latine de la bible transcrite au VIIe siècle, et au-dessous la Lex romana wisigothorum (« Loi romaine des wisigoths »), texte législatif du VIIe siècle.

## Le mariage du Cid à San Isidoro
Chimène qui était paroissienne de la paroisse Saint-Isidore y épousa le Cid Campeador.

Le Romancero (troubadour) le dit « Salio a Misa de parida en San Isidoro de León la noble Jimena Gomez mujer del Cid Campeador » (Elle sortit de la messe de relevailles - à Saint-Isidore de León - la noble Chimène Gomes - l'épouse du Cid, le grand chevalier errant.)

## Protection
La basilique fait l’objet d’un classement en Espagne au titre de bien d'intérêt culturel depuis le 9 février 1910.

## Source
- (es) Cet article est partiellement ou en totalité issu de l’article de Wikipédia en espagnol intitulé « Basílica de San Isidoro de León » (voir la liste des auteurs).